# Giro della Provincia di Lucca 2006
Il Giro della Provincia di Lucca 2006, ottava edizione della corsa, valida come evento dell'UCI Europe Tour 2006 categoria 1.1, si svolse il 6 marzo 2006 su un percorso di 189 km. Fu vinta dall'italiano Alessandro Petacchi, che giunse al traguardo con il tempo di 4h22'39" alla media di 43,175 km/h.
Partenza con 179 ciclisti di cui 160 tagliarono il traguardo.

## Ordine d'arrivo (Top 10)
| Pos. | Corridore           | Squadra      | Tempo    |
| ---- | ------------------- | ------------ | -------- |
| 1    | Alessandro Petacchi | Milram       | 4h22'39" |
| 2    | Claudio Corioni     | Lampre       | s.t.     |
| 3    | Erik Zabel          | Milram       | s.t.     |
| 4    | Paride Grillo       | Panaria      | s.t.     |
| 5    | Fabrizio Guidi      | Phonak       | s.t.     |
| 6    | Gabriele Balducci   | Acqua & Sap. | s.t.     |
| 7    | Domenico Loria      | Univ. Caffè  | s.t.     |
| 8    | Murilo Fischer      | Naturino     | s.t.     |
| 9    | Lars Michaelsen     | Team CSC     | s.t.     |
| 10   | Steven De Jongh     | Quick Step   | s.t.     |